# Юшин, Юрий Александрович
Юрий Александрович Юшин — советский хозяйственный, государственный и политический деятель.

## Биография
Родился 29 октября 1932 года в Москве. Член КПСС с 1959 года.
С 1958 года — на хозяйственной, общественной и политической работе. В 1958—1978 гг. — комсомольский работник в Киевском РК ВЛКСМ, Московском горкоме ВЛКСМ и ЦК ВЛКСМ, секретарь Московского горкома ВЛКСМ, секретарь Фрунзенского и Киевского райкомов партии, первый секретарь Киевского РК КПСС г. Москвы, заместитель председателя исполкома Московского городского совета.
Делегат XXV съезда КПСС.
Умер в Москве 8 апреля 1978 года. Похоронен на Новодевичьем кладбище.
Жена — Юшина Инна Анатольевна (1932—1981).
Сын — Юшин Павел Юрьевич (1953—2002), адвокат.